# خوسيه كارلوس غيماريش
خوسيه كارلوس غيماريش مواليد 9 أبريل 1964 في لواندا، هو مدرب كرة سلة أنغولي ولاعب معتزل. درب منتخب أنغولا. حمل الرقم 14. مثّل منتخب بلاده. شارك في دورة الألعاب الأولمبية الصيفية سنة 1992. حقق المركز الأول في بطولة أمم أفريقيا لكرة السلة 1989. اعتزل اللعب في 2000. لعب مع بنفيكا لكرة السلة وأوفارينسي لكرة السلة.

## سجل المنافسة
شارك في المنافسات التالية:
- الألعاب الأولمبية الصيفية 1996
- الألعاب الأولمبية الصيفية 1992

## الميداليات
| الميدالية | المسابقة                          |
| --------- | --------------------------------- |
| ذهبية     | بطولة أمم أفريقيا لكرة السلة 1989 |
| ذهبية     | بطولة أمم أفريقيا لكرة السلة 1992 |
| ذهبية     | بطولة أمم أفريقيا لكرة السلة 1995 |
| فضية      | بطولة أمم أفريقيا لكرة السلة 1983 |
| فضية      | بطولة أمم أفريقيا لكرة السلة 1985 |
| برونزية   | بطولة أمم أفريقيا لكرة السلة 1987 |

## روابط خارجية
- خوسيه كارلوس غيماريش على موقع الاتحاد الدولي لكرة السلة (الإنجليزية)
- خوسيه كارلوس غيماريش على موقع الاتحاد الدولي لكرة السلة (الإنجليزية)
- خوسيه كارلوس غيماريش على موقع الاتحاد الدولي لكرة السلة (الإنجليزية)
- خوسيه كارلوس غيماريش على موقع كرة السلة الأوروبية.كوم (الإنجليزية)
- خوسيه كارلوس غيماريش على موقع بروبوليرز (الإنجليزية)
- خوسيه كارلوس غيماريش على موقع سبورتس رفرنس (الإنجليزية)
- خوسيه كارلوس غيماريش على موقع أوليمبيديا (الإنجليزية)